# Sierra los Toros
Sierra los Toros är en bergskedja i Mexiko.   Den ligger i delstaten Nuevo León, i den centrala delen av landet, 500 km norr om huvudstaden Mexico City.